# Грудинина, Наталья Иосифовна
Наталья Иосифовна Грудинина (26 ноября 1918, Петроград — 19 декабря 1999, Санкт-Петербург) — русская советская поэтесса и переводчица. Участница Великой Отечественной войны.

## Биография
Наталья Иосифовна Грудинина родилась в Петрограде 26 ноября 1918 года. 
Отец — Иосиф Евгеньевич Грудинин (род. 1893), был кадровым офицером царской армии, выпускником Михайловского артиллерийского училища (1914), воевал в Первую мировую войну во 2-й Сибирской стрелковой артиллерийской бригаде, затем служил в чине поручика на Петроградском артиллерийском складе, пропал на Украине. Наталья так и не узнала его лично.
Мать, Елена Семёновна Грудинина, родилась в 1886 году в Западной Белоруссии (тогда — Восточная Польша), в молодости работала в банке, с 1930 года — на металлургическом заводе. Вышла замуж второй раз за поручика Грудинина 8 (21) сентября 1917 года в Петрограде, до замужества носила фамилию Сцепуро. 
Первые попытки сочинять у Натальи появились ещё в детстве, в возрасте шести лет. В школе и университете Грудинина также увлекалась написанием стихотворений. Школьницей окончила языковые курсы. После десятилетки в Ленинграде она поступила на английское отделение филологического факультета ЛГУ. Там же познакомилась с будущим мужем. 
К началу Великой Отечественной войны Грудинина окончила 4-й курс. В августе 1941 года родился первый ребёнок. Муж погиб на фронте в первом бою. От голода у Грудининой пропало молоко, и ребёнок умер. Её вес упал до 32 кг.
После смерти четырёхмесячного ребёнка и мужа-военного, чтобы спасти себя и одинокую мать, Грудинина отправилась на фронт. Сначала была медсестрой, после ушла в спецшколу для разведчиков. Оказавшись в Кронштадте, работала военным корреспондентом. Публиковалась под псевдонимами Шинко и Макарова.
С 1942 года, находясь в блокадном Ленинграде служила на Балтийском флоте — сначала рядовым краснофлотцем, потом корректором во флотской газете, печатала статьи, выезжала на боевые корабли. Удостоена медалей «За боевые заслуги», «За оборону Ленинграда».
После войны начала серьёзную литературную деятельность. Руководила литературным объединением молодёжи при заводе «Светлана» и поэтическим кружком в  Ленинградском Дворце пионеров. Занялась переводами Эдгара По и Байрона, поэзии народов СССР (Юван Шесталов, Владимир Санги и других). Первым опубликованным произведением стала поэма о погибшем товарище, в которой Грудинина рассказывает о своем близком друге, Николае Гетманенко, который отдал ей свои дневники, прежде чем уйти в, как оказалось, последний бой. Первый раз поэма была напечатана в журнале «Звезда» под названием «Слово о балтийце», позже отрывок из неё печатается в альманахе «Молодой Ленинград». А в 1948 году издательство «Молодая гвардия» напечатала её, назвав «Словом о комсорге».
Публикация «Слова…» стала первым шагом на пути к известности. Николай Тихонов и Всеволод Вишневский написали положительную рецензию на это произведение.
Затем она начала заниматься в литературном объединении, которым руководил Всеволод Рождественский. Рекомендацию для принятия в Союз писателей дал ей именно он.
Второй книгой Грудининой стал вышедший в 1960 году сборник стихотворений под названием «Дневник сердца».
Третий сборник «Посвящается молодости» был выпущен в 1970-м году. В конце 70-х выиграла конкурс перевода «Еврейских мелодий» Байрона.
Наталья Грудинина вступилась за Иосифа Бродского, которого в 1964 году судили по обвинению в тунеядстве. На процессе в народном суде она выступала свидетелем защиты. Затем неоднократно связывалась, в том числе письменно и по телефону, с начальником отдела административных органов ЦК КПСС Николаем Мироновым, сыгравшим ключевую роль в последующем пересмотре в сентябре 1965 года Верховным судом РСФСР дела Бродского. Согласно архивным материалам упоминание обращения Грудининой стоит первым в мотивационных преамбулах многочисленных писем Миронова в органы Прокуратуры СССР с вопросом о возможности пересмотра данного дела. Однако после участия на стороне защиты в суде над Бродским её «освободили» от работы с молодыми поэтами во Дворце пионеров и на «Светлане» и много лет не печатали.
На протяжении долгого времени поэтесса писала "в стол", занимаясь главным образом переводами. Она воспитала большое количество учеников, среди которых были такие поэты, как Михаил Яснов, Нонна Слепакова, Владимир Дроздов, Олег Левитан, Виктор Кривулин, Сергей Стратоновский, Наталья Карпова, Ирина Моиссеева, Светлана Розенфельд, Николай Рубцов и др.
Последняя книга Грудининой «Совесть» вышла в 1999 году.

Могила Грудининой на Северном кладбище Санкт-Петербурга.

## Личная жизнь
В июне 1941 года Грудинина получила диплом об окончании университета, в июле развелась с первым мужем, а в августе родила ребёнка.
Вторым мужем Грудининой был крупный учёный в области гидроэнергомашиностроения Глеб Щёголев. Они познакомились на заводе. Грудинина работала там  переводчиком, её попросили написать статью о талантливом инженере-конструкторе, им и оказался Щёголев, её будущий второй муж.
Во втором браке в 1953 году родилась дочь Анна Глебовна Щёголева.

## Память
29 августа 2022 года , в её честь была названа ранее безымянная улица в Калининском районе Санкт-Петербурга .